# Ярославка (Звенигородський район)
Яросла́вка — село в Україні, у Лип'янській сільській громаді Звенигородського району Черкаської області. Населення — 466 осіб.

## Історія
Село засноване 1810 року. З 7 березня 1923 року перебувало в складі Шполянського району.
12 червня 2020 року, відповідно з розпорядженням Кабінету Міністрів України № 728-р, Ярославська сільська рада об'єднана з Лип'янською сільською громадою.
19 липня 2020 року, в результаті адміністративно-територіальної реформи та ліквідації Шполянського району, село увійшло до складу новоутвореного Звенигородського району.

## Пам'ятки
- Ярославський заказник — ентомологічний заказник місцевого значення.

## Відомі особи
Уродженці села:
- Колодний Борис Миколайович (нар. 2 травня 1922 —  †12 грудня 1975) — український сценарист.
- Подолинський Сергій Андрійович (1850—1891) — український науковець, лікар, соціолог, економіст, фізик, громадський і політичний діяч, публіцист.